# Ectozoma
Ectozoma  es un género de plantas con flores de la subfamilia Solanoideae, en la familia de las solanáceas (Solanaceae). Comprende dos especies.

## Especies seleccionadas
- Ectozoma pavonii
- Ectozoma ulei